# Richard e Maurice McDonald
Os irmãos Richard James "Dick" McDonald (Manchester, 16 de fevereiro de 1909 — Manchester, 14 de julho de 1998) e Maurice James "Mac" McDonald (Manchester, 26 de novembro de 1902 — Riverside, 11 de dezembro de 1971) foram os pioneiros norte-americanos do fast food ao desenvolverem e abrirem o primeiro restaurante McDonald's em 1940.

## Início
Richard e Maurice McDonald revolucionaram a pequena cidade de Arcadia (Califórnia) ao abrirem uma lanchonete que vendia hambúrgueres por 10 centavos cada, embrulhados em papel, onde o cliente fazia o pedido diretamente ao cozinheiro.
Os McDonald fizeram uma encomenda de seis liquidificadores para Ray Kroc, que era vendedor de máquinas de milk-shake. Ray Kroc ofereceu-se para trabalhar como representante comercial da marca e em 1955, começou a vender licenças.
Em 1961, Kroc ambicionava a expansão nacional. Os irmãos McDonald tinham apenas sonho de chegar a um milhão de dólares antes dos 50 anos, de modo que venderam a empresa a Kroc por 2,7 milhões de dólares (8,6 milhões de reais) e 1% de participação nos lucros. No entanto, nunca receberam aquela porcentagem.
Como parte do reconhecimento histórico, em 1984, o então presidente do McDonald's, Ed Rensi, preparou para Richard McDonald o hambúrguer que levou a rede à marca de 50 milhões de sanduíches. 
Após a compra da marca, Ray Kroc reinaugurou o McDonald´s em abril de 1955, em Illinois, nos Estados Unidos, tornando-se assim, oficialmente para a empresa, o fundador do McDonald's.

## Morte
Richard McDonald morreu em 14 de julho de 1998 aos 89 anos e morava em uma casa de três quartos em sua terra natal, Nova Hampshire. Deixou uma herança de 5,7 milhões de reais.
Maurice McDonald morreu de ataque cardíaco em Riverside, Califórnia, em 11 de dezembro de 1971, aos 69 anos de idade. Foi sepultado no Desert Memorial Park em Cathedral City, Califórnia.

## Filme
Em 2016 foi lançado o filme The Founder (Fome de Poder). Richard McDonald é interpretado por Nick Offerman e John Carroll Lynch interpreta Maurice McDonald.